# Пад анђела
Пад анђела (енгл. Angel Has Fallen) је амерички акциони трилер филм из 2019. године у режији Рика Романа Вoа. Сценарио потписују Роберт Марк Кејмен, Мет Кук и Рик Роман Вауг из приче Крејгтона Ротенбергера и Кетрин Бенедикт, док су продуценти филма Џерард Батлер, Алан Сиџел, Мет О'Тул, Џон Томпсон, Лес Велдон и Јарив Лернер. Ово је трећи део трилогије након филмова Пад Олимпа (2013) и Пад Лондона (2016). 
Насловну улогу тумачи Гералд Батлер као агент Тајне службе Сједињених Америчких Држава Мајк Бенинг, док су у осталим улогама Морган Фриман, Џејда Пинкет Смит, Ленс Редик, Тим Блејк Нелсон, Пајпер Перабо и Ник Нолти. Прича прати тајног агента Мајка Бенинга (Mike Banning), који се трка са временом да врати свој углед након што му је подметнут напад на америчког председника Алана Требмула.
Филм је изашао у Америци 23. августа 2019. године. Дистрибуирала га је компанија Lionsgate. Добио је различите коментаре, а зарадио је 146.7 милиона долара широм света. Идеје за наставке филма су у раду.

## Заплет
Таји агент Мајк Бенинг (Гералд Батлер) иде на обуку за Салиент Глобални центар за војну обуку, који држи његов пријатељ Вејд Џенингс (Дени Хјустон), који је бивши члан Жутих ренџера. Бенинг је препоручен за позицију директора тајне службе од стране Алана Трембела (Морган Фримен), који је председник САД, као замена директору који иде у пензију, Дејвид Гентри (Ланс Редик). Бенинг крије чињеницу да пати од мигрене и инсомније и да узима лекове да би подео болове у леђима. 
Председник одлази на пецање где бива нападут од стране дронова. Бенинг преживљава и спасава председника. Оба човека су повређена. Бенинг се брзо опоравља док председник остаје у коми. Тајни агент ФБИ-а Хелен Томпсон (Џеда Смит) добија доказе да Бенет може бити окривљен за овај напад.
На путу до казненог центра возило у којем је Мајк бива нападнуто. Он успева да побегне. Схвата да му је Џенинг подметнуто кривицу за напад на председника. Зове жену Леу (Пајпер Перабо) да је обавести да је жив и да има намеру да разоткрије правог кривца. Тај позив упозорава Томпсона о Мајковој локацији и полиција креће ка њему. Мајк успева да побегне, отишавши у очеву колибу у шумама Западне Вирџиније. 
Док је Трембел и даље у коми, потпредседник Мартин Кирби (Тим Нелсон) узима положај председника. Бенинг са оцем Клејем (Ник Нолти) гледа преко сигурносних камера како Џенингсови људи долазе до његове куће. Кле детонира бомбе око куће и тиме убијајући потенцијалне нападаче и они беже. Мајк открива Клеју да има жену и ћерку. Оне су замало киднаповане али их Клеј спасава. Кирби открива да је Мајк крив за напад на председника уз помоћ Руске амбасаде. 
Председник се буди из коме и схвата да је заверу која се догађа. Мајк и Џенингс долазе у сукоб, док су Џенинсиви људи или мртви или ухапшени. Мајк се осећа кривим што није успео да заштити председника и жели да да оставку али му председник опрашта и ставља га на место директора тајне службе.

## Продукција
У октобру 2016. године објављен је део треће трилогије. Снимано је на Вирџинијском Језеру, као и у Великој Британији, Бугарској, и разним студијима.

### Будућност
У новембру 2019. године је режисер Алан Сигел објавио да ће бити четвртог, петог и шестог дела као и телевизијских серија.